# Rodalben
Rodalben (pronunciación en alemán: /ˈʁoːtˌʔalbn̩/ⓘ) es una ciudad alemana (cerca de la frontera de Francia), rodeada por el distrito de Palatinado Sudoccidental, perteneciente al Estado federado de Renania-Palatinado (en alemán Rheinland-Pfalz).
Se sitúa en el bosque de Palatinado, al suroeste (aproximadamente 5 kilómetros) se encuentra la ciudad de Pirmasens.

## Galería de imágenes

Rodalben
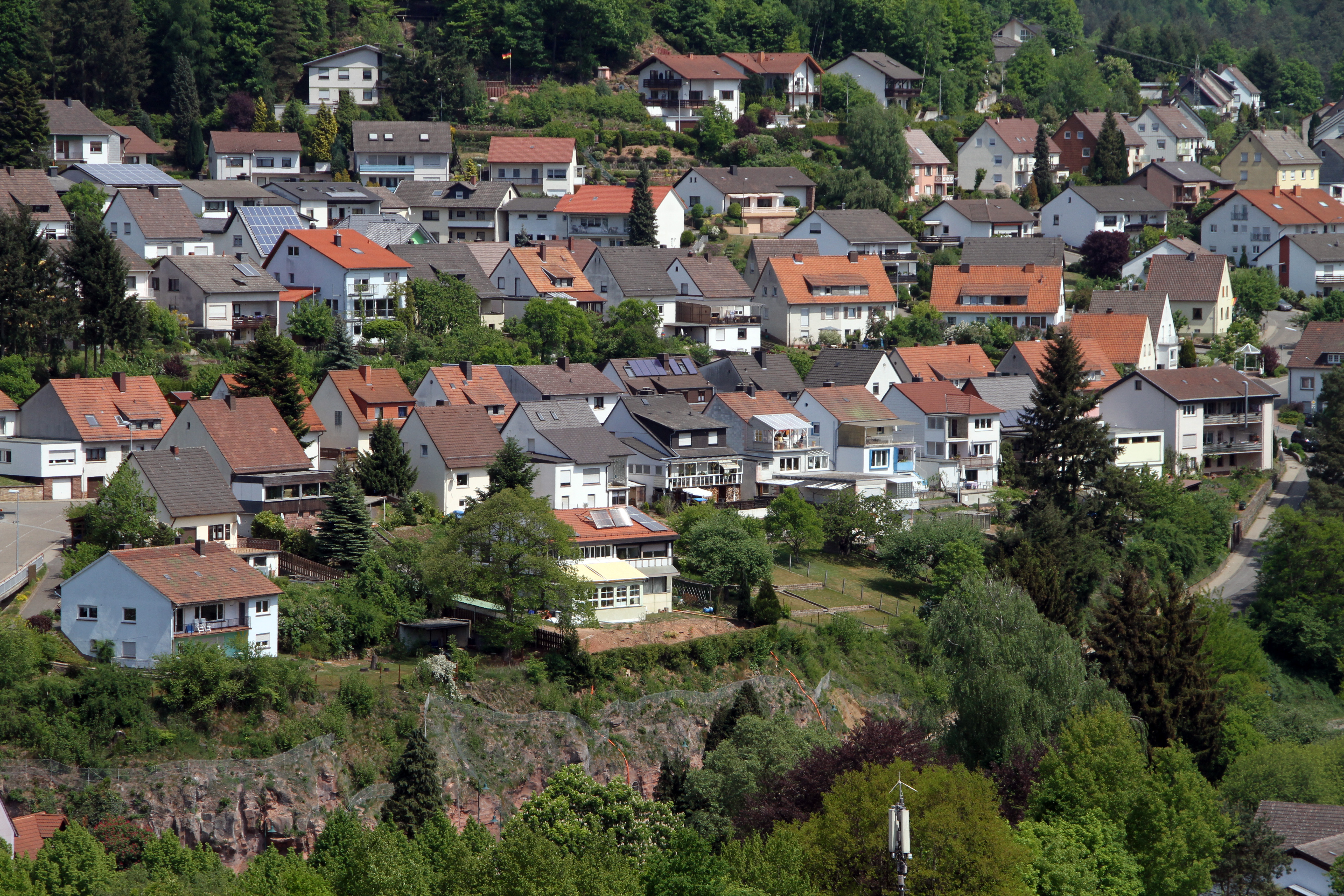
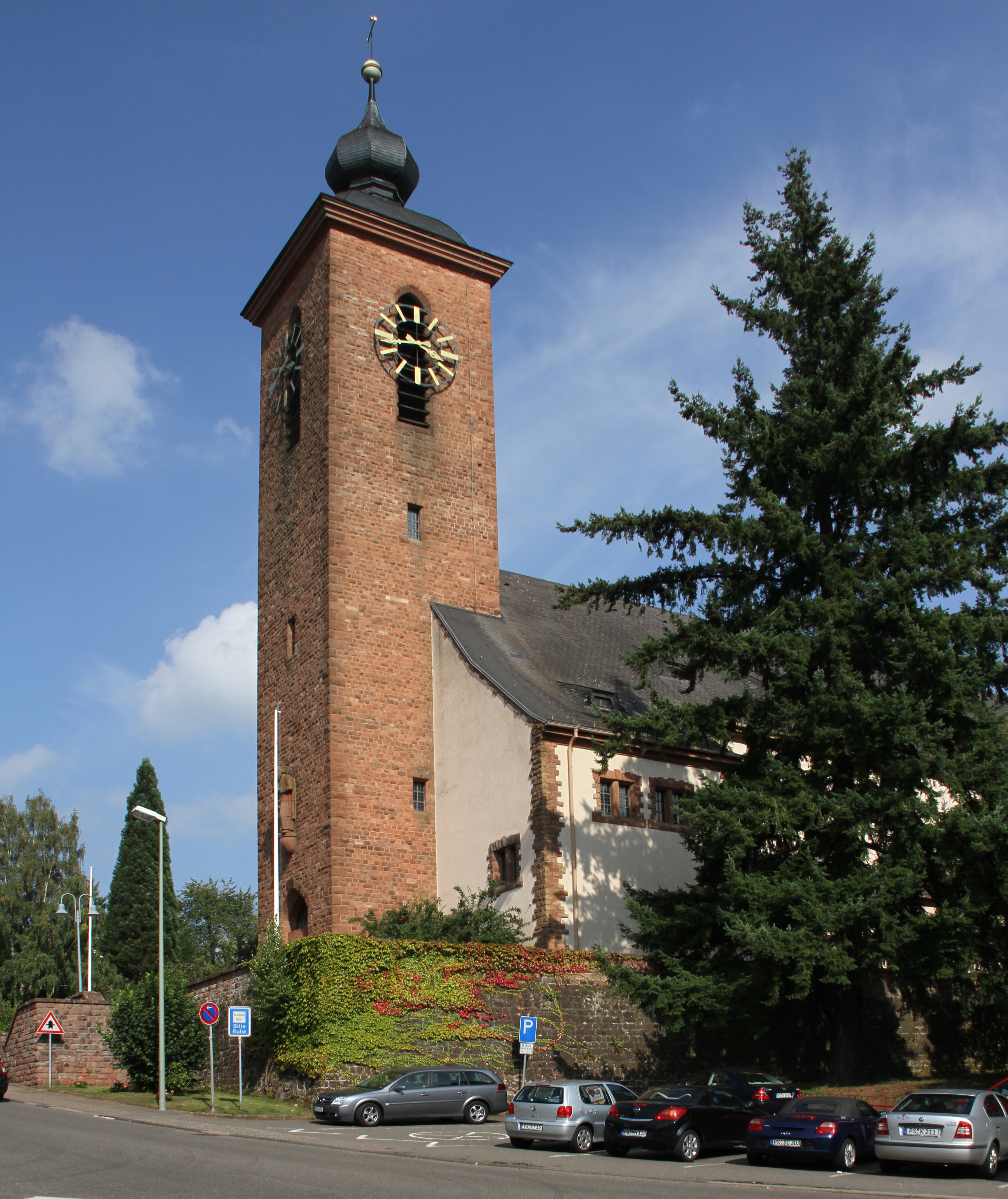
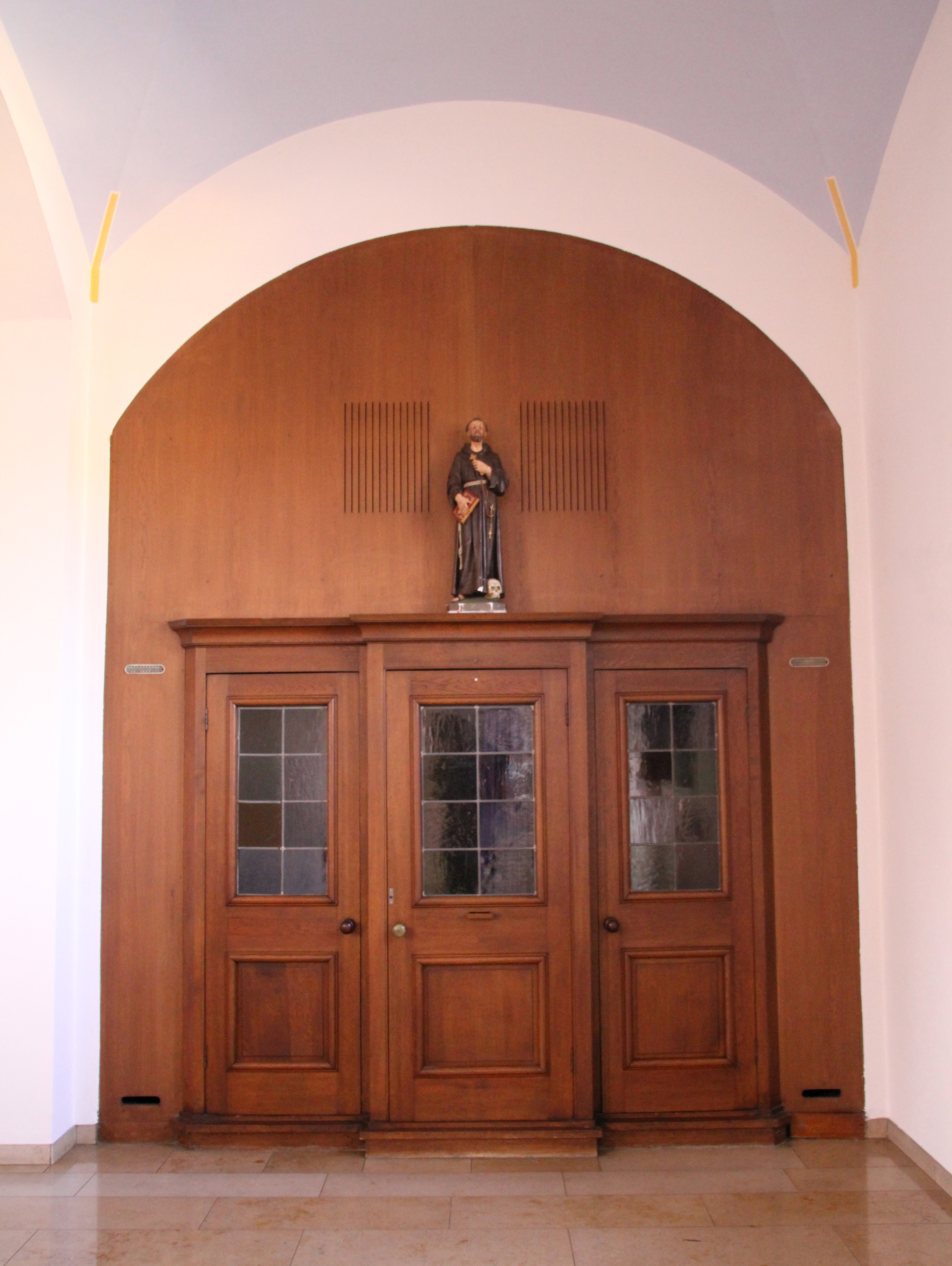
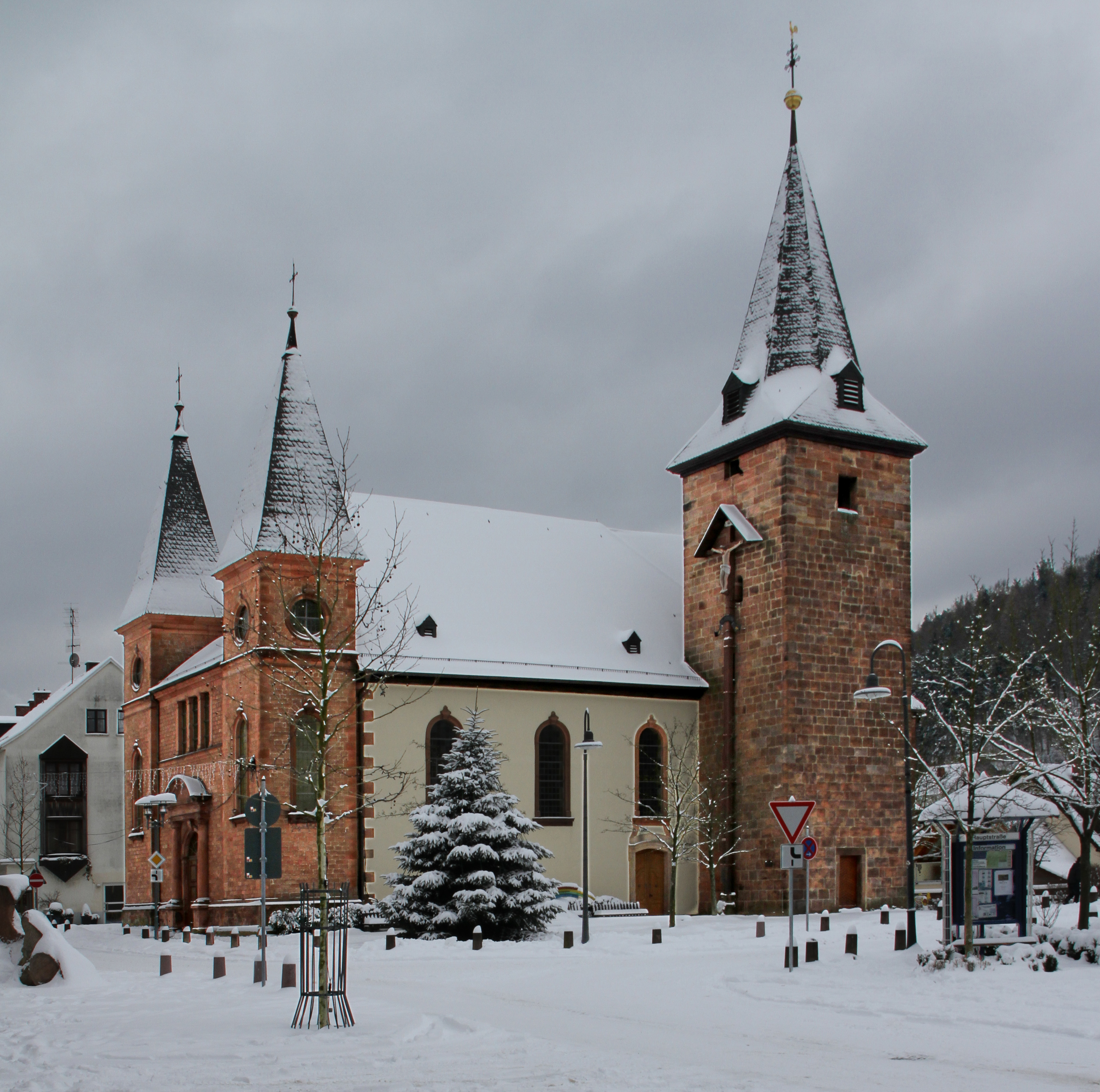
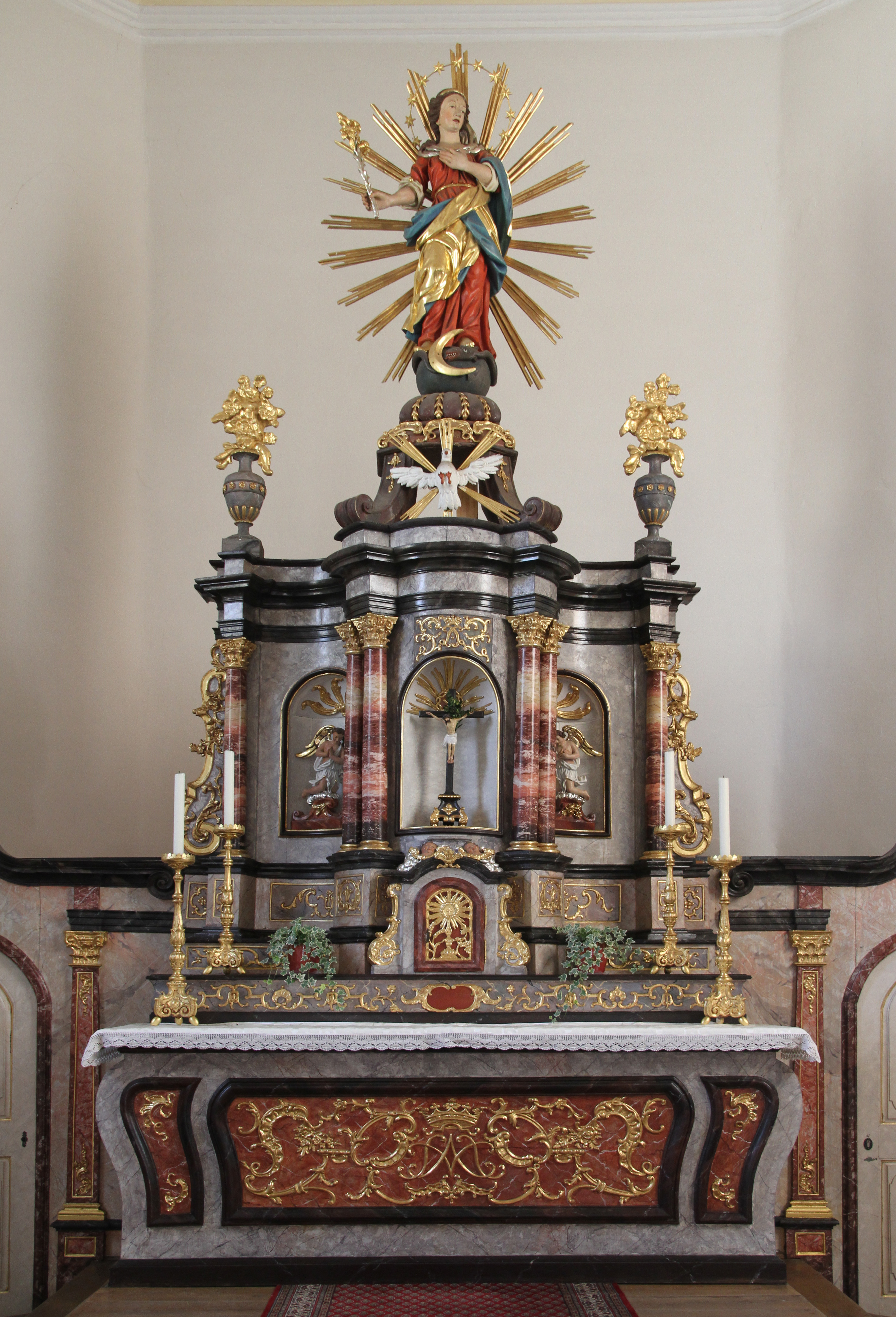
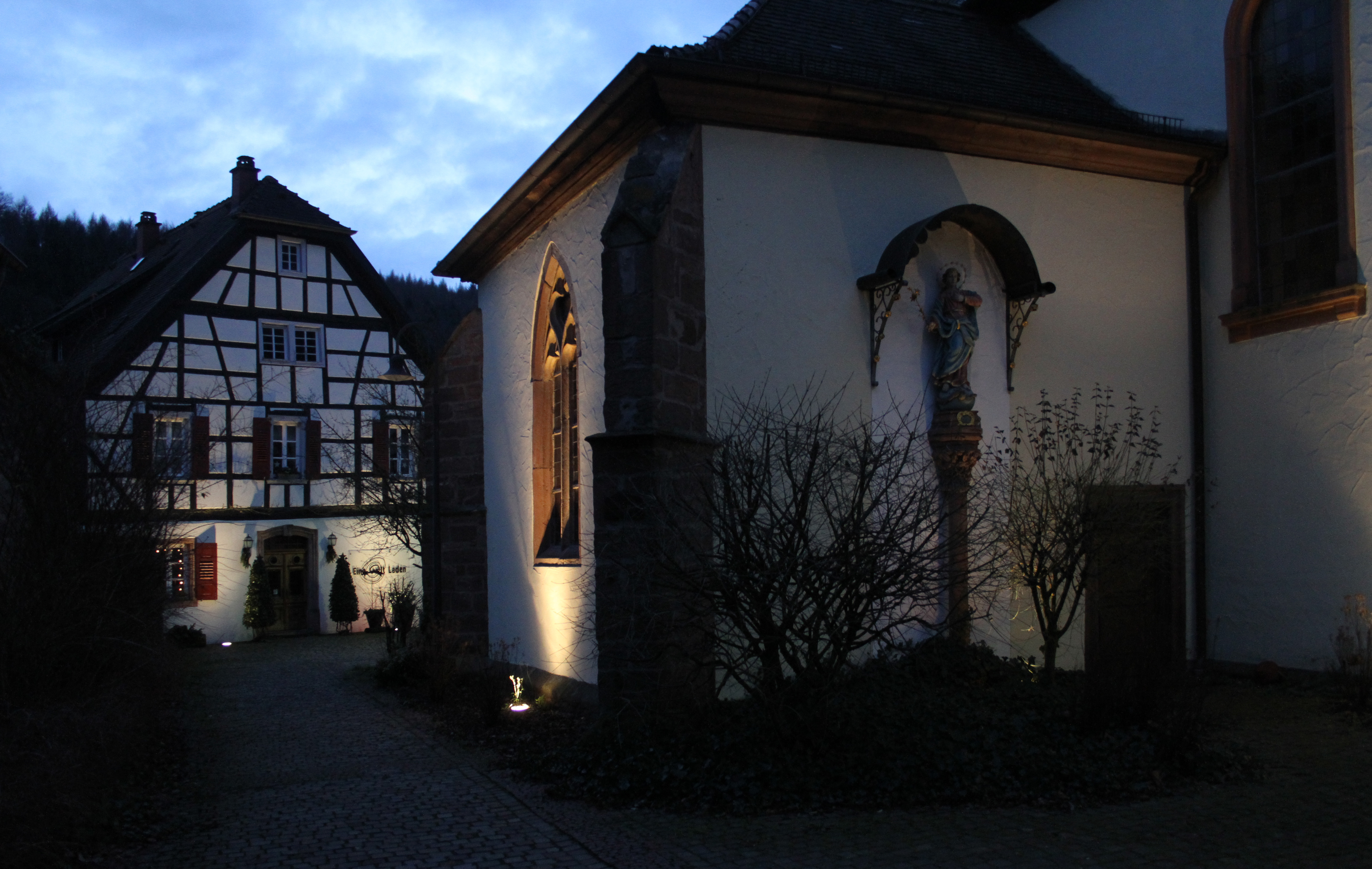
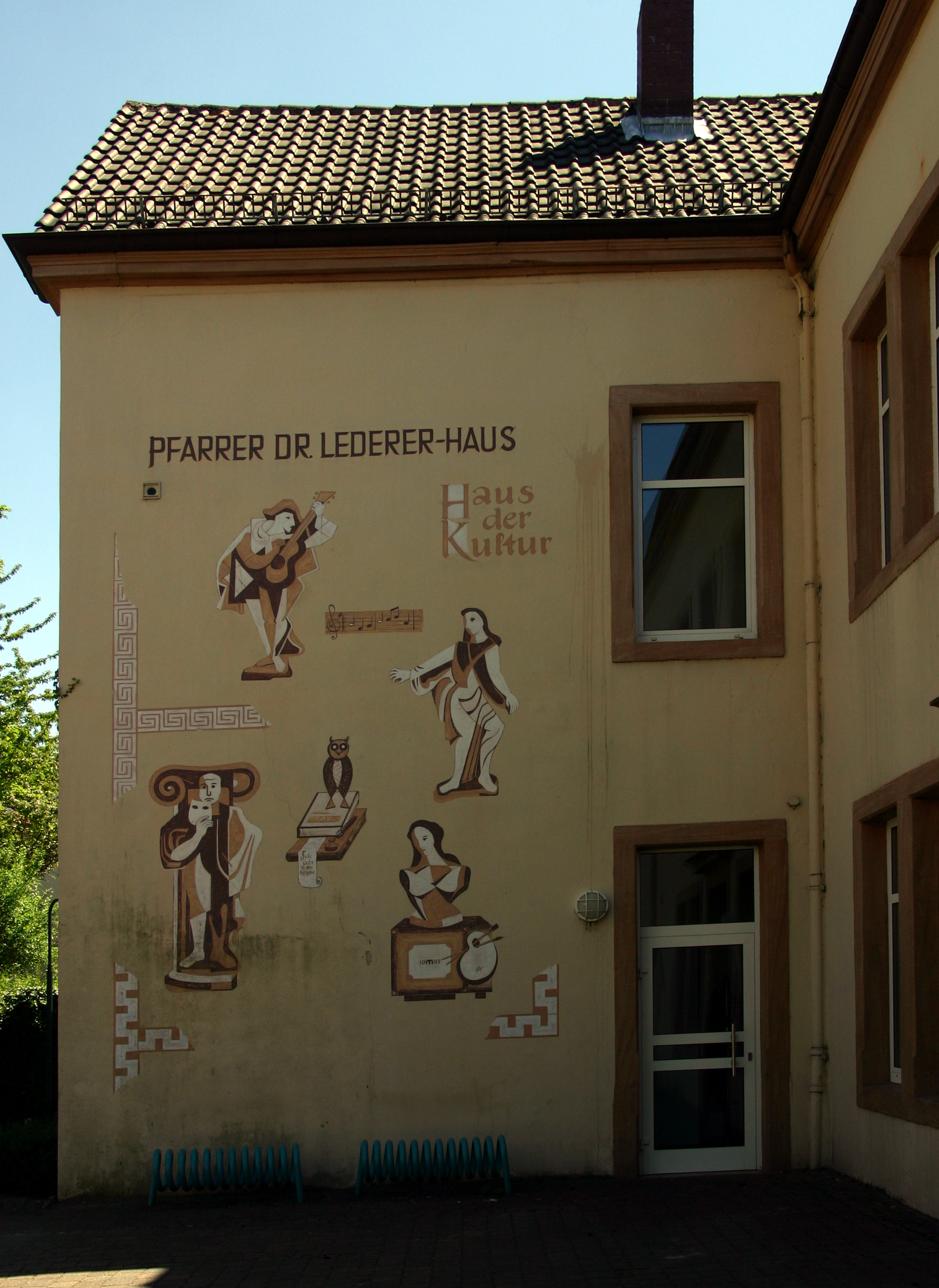
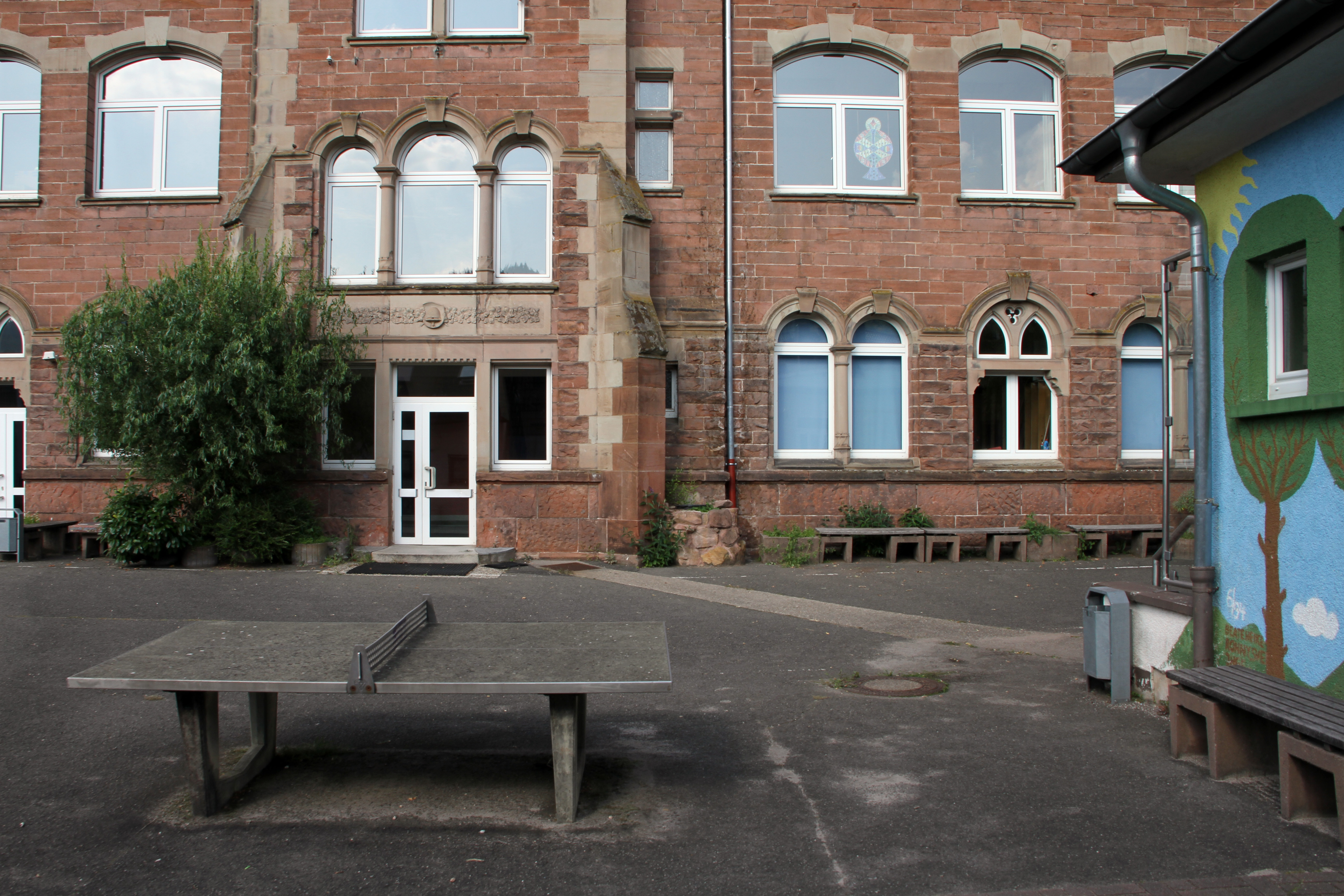
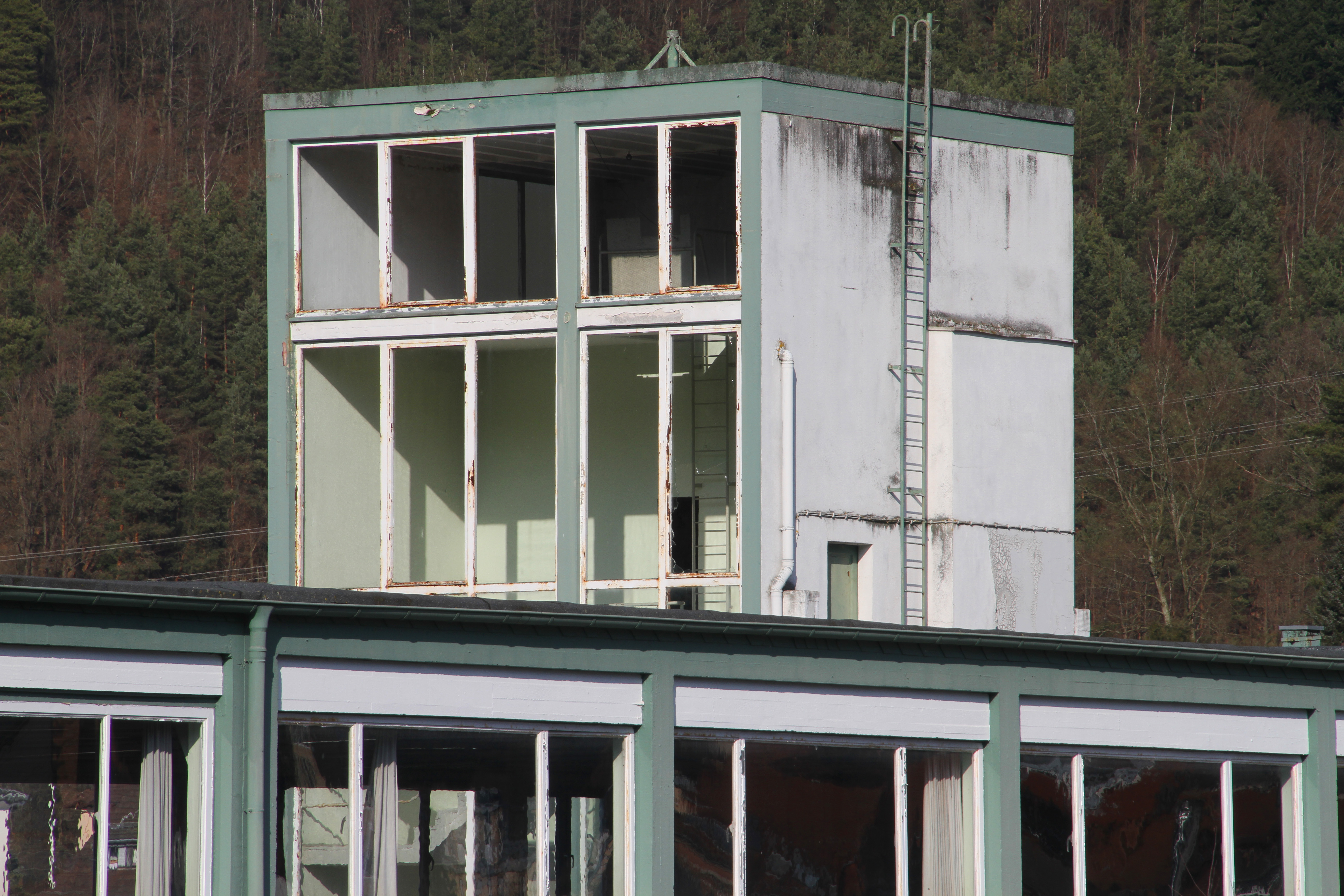
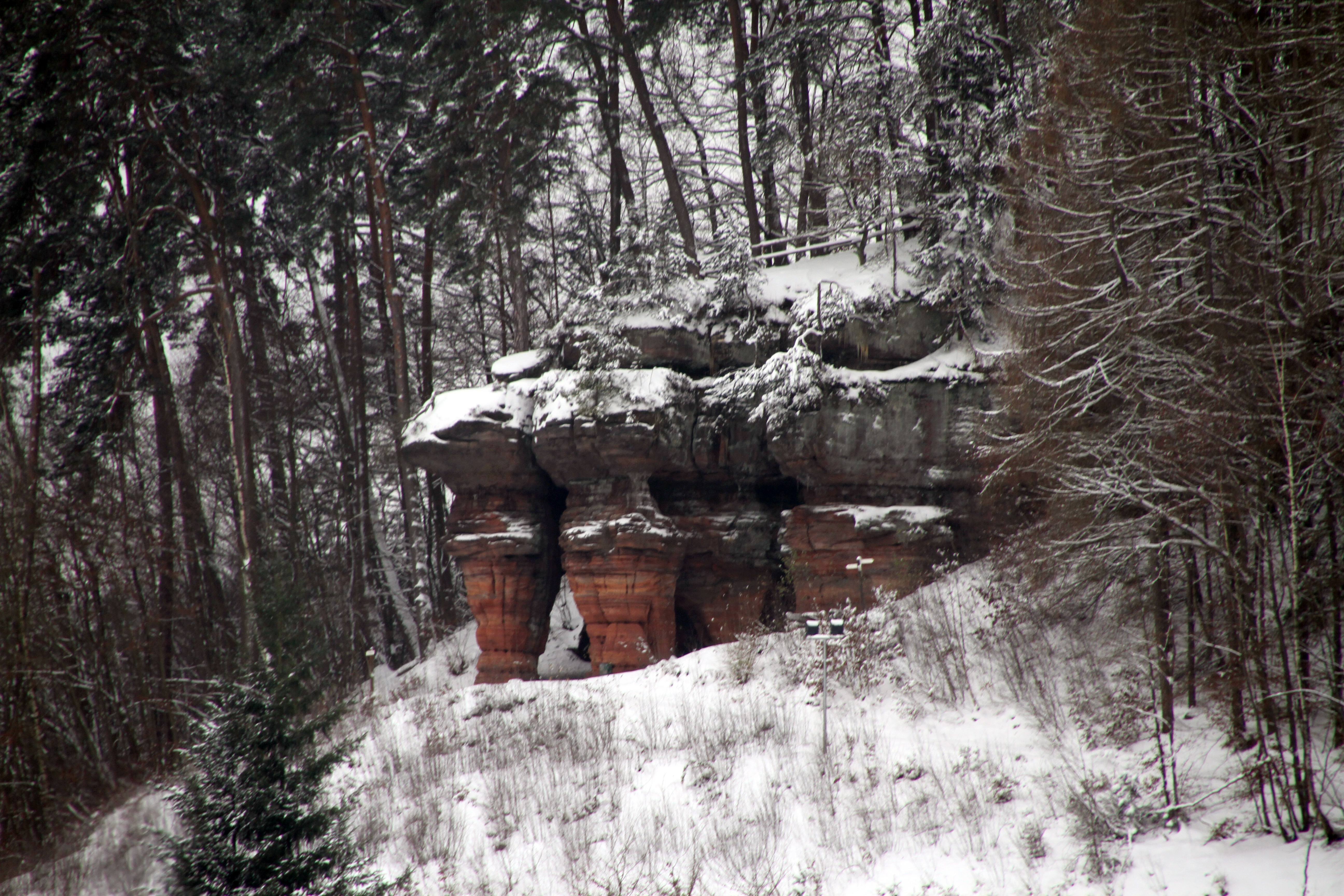